# Сикарио
„Сикарио“ (на английски: Sicario) е американски криминален трилър филм от 2015 г. на режисьора Дени Вилньов.
Снимките на филма започват в края на юни 2014 г. в Албъкърки, Ню Мексико. „Сикарио“ е показан на кинофестивала в Кан на 19 май 2015 г.

## Сюжет
Внимание:  Текстът по-долу разкрива сюжета на произведението (или части от него)!
Агентът на ФБР Кейт Мейсър (Емили Блънт) придружава двама рейнджъри – Алехандро и Мат (Бенисио Дел Торо и Джош Бролин), които се опитват да заловят наркобарон в Мексико. Тя обаче не подозира, че в северноамериканската държава има територии, в които няма закони, а царят насилието и корупцията.

## Актьорски състав
- Емили Блънт – Кейт Мейсър[4]
- Бенисио дел Торо – Алехандро[5]
- Джош Бролин – Мат Грейвър[6]
- Виктор Гарбър – Дженингс
- Джон Бърнтол – Тед[7]
- Даниел Калуя – Реджи Уейн[8]
- Максимилиано Ернандес – Силвио[9]
- Джефри Донован – Стив Форсинг[10]

## Награди и номинации
| Категория                              | Номиниран(и)                | Резултат                    |
| Оскар (28 февруари 2016 г.)            | Оскар (28 февруари 2016 г.) | Оскар (28 февруари 2016 г.) |
| -------------------------------------- | --------------------------- | --------------------------- |
| Най-добър звуков монтаж                | Най-добър звуков монтаж     | номинация                   |
| Най-добра кинематография               | Роджър Дийкинс              | номинация                   |
| Най-добра филмова музика               | Йохан Йохансон              | номинация                   |
| Награда на БАФТА (14 февруари 2016 г.) |                             |                             |
| Най-добра кинематография               | Роджър Дийкинс              | номинация                   |
| Най-добра филмова музика               | Йохан Йохансон              | номинация                   |
| Най-добър актьор в поддържаща роля     | Бенисио дел Торо            | номинация                   |
| Сателит (21 февруари 2016 г.)          |                             |                             |
| Най-добър филмов монтаж                | Джо Уокър                   | награда                     |
| Най-добър филм                         | Най-добър филм              | номинация                   |
| Най-добър звук                         | Най-добър звук              | номинация                   |
| Най-добра кинематография               | Роджър Дийкинс              | номинация                   |
| Най-добър актьор в поддържаща роля     | Бенисио дел Торо            | номинация                   |
| Емпайър (20 март 2016 г.)              |                             |                             |
| Най-добър трилър филм                  | Най-добър трилър филм       | номинация                   |
| Най-добър саундтрак                    | Най-добър саундтрак         | номинация                   |
| Най-добра актриса                      | Емили Блънт                 | номинация                   |